# 阿鲁河畔埃唐
阿魯河畔埃唐（法語：Étang-sur-Arroux，法語發音：[etɑ̃ syʁ aʁu]）是法国索恩-卢瓦尔省的一个市镇，属于欧坦区。

## 地理
阿鲁河畔埃唐（46°51'58"N, 4°11'22"E）面积34.63 平方千米，位于法国勃艮第-弗朗什-孔泰大區索恩-卢瓦尔省，该省份为法国中部省份，北起顺时针与科多尔省、汝拉省、安省、罗讷省、卢瓦尔省、阿列省和涅夫勒省接壤。
与阿鲁河畔埃唐接壤的市镇（或旧市镇、城区）包括：莱济、布里永、拉科梅勒、梅夫尔、阿鲁河畔圣迪迪耶、拉塔尼耶尔。

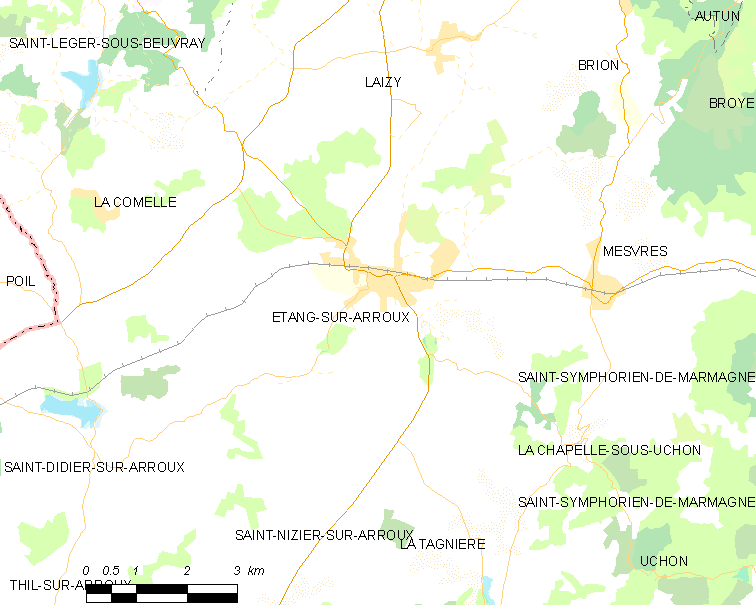
阿鲁河畔埃唐的OSM定位图

阿鲁河畔埃唐的时区为UTC+01:00、UTC+02:00（夏令时）。

## 行政
阿鲁河畔埃唐的邮政编码为71190，INSEE市镇编码为71192。

## 政治
阿鲁河畔埃唐所属的省级选区为欧坦第二县。

## 人口

1962-2008年间阿鲁河畔埃唐人口变化图示

阿鲁河畔埃唐于2022年1月1日时的人口数量为1788人。